# Regulares

Escudo del Grupo de Regulares de Melilla n.º 52.

Escudo del Grupo de Regulares de Ceuta n.º 54.

Los Grupos de Regulares de Melilla, más conocidos simplemente como Regulares, pertenecen a las Fuerzas Armadas españolas, creados en 1911 en Melilla, con personal español e indígena, cuya organización se formó con un tabor (nombre que recibe un batallón en Regulares) de infantería integrado por cuatro compañías, más un escuadrón de caballería que se amplió al año siguiente, a dos tabores de Infantería más un tabor de Caballería. Los regulares fueron una de las fuerzas de choque del Ejército español en la guerra del Rif (1909-27) utilizadas por el Reino de España, también utilizadas por la Segunda República española en la Revolución de 1934 y utilizadas por el bando nacional durante la Guerra Civil (1936-1939).

## Historia
Las Fuerzas Regulares Indígenas de Melilla se crearon en Melilla el 30 de junio de 1911, siendo su primer jefe el teniente coronel de caballería Dámaso Berenguer Fusté, veterano de la Guerra de Cuba. La creación de los Regulares se debió en gran parte a la oposición de la sociedad española al empleo de soldados de reemplazo en las campañas llevadas a cabo en la zona de influencia de España en el norte de Marruecos, institucionalizada como protectorado a partir de 1912. Los antecedentes como unidad con tropas indígenas, se encuentran en la formación de los Mogataces de Orán (plaza española en 1509-1709 y 1732-1791) en los Tiradores del Rif creados en Melilla en 1859 y en la Milicia Voluntaria de Ceuta, formadas con miembros de tribus y clanes locales y de las cuales es heredera. 
La misión de estas fuerzas fue la de vanguardia y combate en todo tipo de terreno y operaciones, siendo desde sus comienzos integrado por españoles, tanto voluntarios como sujetos al servicio militar obligatorio, mientras sus oficiales y jefes eran destinados desde la península al terminar su adiestramiento, como fuerza llegaron a incluir especialidad en emboscadas, desembarcos y operaciones en alta montaña a través del tiempo. Se exigía a sus mandos tener muy buenos conocimientos sobre la manera de llevar la guerra por parte del enemigo del Rif y del foco rebelde de la región de Yebala (donde se encuentra Tetuán). Para llegado el momento actuar con precisión milimétrica de vanguardia, o como fuerza de choque muy temida al tener consideración de cuerpo altamente capacitado y preparado de reacción, contención y ataque, según exigencias.
Siendo que, la simple presencia de dotaciones Regulares en campo, se considera posición de ventaja. 
Los Regulares se convirtieron muy pronto en un cuerpo de élite del Ejército Español.

### Evolución
En 1914 se ampliaron las fuerzas de Regulares con la creación de cuatro grupos (unidad tipo regimiento). Cada uno de estos cuatro grupos estaba formado por dos tabores de Infantería de tres compañías más un tabor de caballería de tres escuadrones. Combatieron siempre en la extrema vanguardia.
En concreto, los Grupos de Fuerzas Regulares Indígenas quedan constituidos así:
- Grupo de Fuerzas Regulares Indígenas "Tetuán" N.º 1, con acuartelamiento en Tetuán.
- Grupo de Fuerzas Regulares Indígenas "Melilla" N.º 2,  (Melilla y Nador).
- Grupo de Fuerzas Regulares Indígenas "Ceuta" N.º 3 (Ceuta)
- Grupo de Fuerzas Regulares Indígenas "Larache" N.º 4 (Arcila y  Larache).

Tras el Desastre de Annual (1921) y debido a los poderosos intereses mineros en la zona cercana a Melilla, en 1922 se creó el quinto grupo de los llamados históricos:
- Grupo de Fuerzas Regulares Indígenas "Alhucemas" N.º 5, con acuartelamiento en Segangán.

Formaron parte de la punta de lanza desde los comienzos, durante la denominada «Campaña del Desquite» (que siguió al Desastre de Annual) y en el desembarco de Alhucemas en 1925, entre otras operaciones durante la guerra del Rif.
Participaron asimismo en las operaciones desarrolladas en Asturias durante la Revolución de octubre de 1934 y en los principales frentes durante la guerra civil española. También participaron en puntuales operaciones contra el maquis en la postguerra. Posteriormente, algunos de sus miembros participaron en la División Azul durante la Segunda Guerra Mundial, (periodo en el que también estuvieron destacados brevemente en la isla de Fernando Poo). Después participaron también en el Tabor de Maniobra destacado en Ifni en 1959 tras la guerra de Ifni-Sahara.
Después de la guerra civil española se crearon cinco nuevos grupos:
- Grupo de Fuerzas Regulares Indígenas "Xauen" N.º 6, con sede en la ciudad de Xauen.
- Grupo de Fuerzas Regulares Indígenas de Infantería "Llano Amarillo" N.º 7, con sede en Melilla, en Cabrerizas.
- Grupo de Fuerzas Regulares Indígenas "Rif" N.º 8, con sede en el Zoco el Had de Beni Sicar.
- Grupo de Fuerzas Regulares Indígenas "Arcila" N.º 9, con sede en la ciudad de Alcazarquivir.
- Grupo de Fuerzas Regulares Indígenas "Bab-Taza" N.º 10,  Bab-Taza.

Y dos grupos de caballería:
- Grupo de Fuerzas Regulares Indígenas de Caballería Tetuán N.º 1.
- Grupo de Fuerzas Regulares Indígenas de Caballería Melilla N.º 2.

En los planes de Repliegue del Ejército Español (31 de abril de 1956 – 31 de agosto de 1961), como consecuencia de la independencia de Marruecos, se redujeron de ocho a cuatro los Grupos de Fuerzas Regulares de Infantería y se disolvieron los dos Grupos de Caballería. Este Grupo contaba con 127 oficiales marroquíes y 12 445 soldados de esta misma nacionalidad.

### Honores

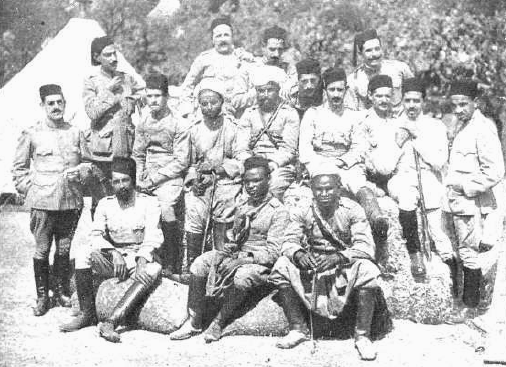
Regulares ascendidos a sargentos por méritos de guerra en 1914

Otorgados sobre todo por su participación en la pacificación de Marruecos y por su intervención en España (principalmente en la Guerra Civil de 1936–1939). Hoy en día es la unidad más condecorada del Ejército Español. De entre algunas de sus muchas Laureadas y medallas obtenidas se encuentran:
- Laureada de San Fernando al teniente Samaniego del Tabor de Caballería que en 1912 murió en los combates y ocupación del Aduar de Haddu al-Lal Kadur (comuna de Dar el Quebdani).[4] Es el primer militar de Regulares que obtiene esta condecoración.
- Laureada de San Fernando:
  - Teniente Salustiano Sáenz de Tejada y Olózaga, concedida por sus méritos y muerte en el combate del 31 de marzo de 1924 al llevar un convoy a la posición de Issen Lassen.
  - Teniente José Enrique Varela Iglesias septiembre de 1920.
  - Teniente José Enrique Varela Iglasias mayo de 1921.
  - En 1915  para un médico de Sanidad Militar, adscrito a Regulares.

- Laureada de San Fernando Colectiva
  - II Tabor del Grupo de Regulares Indígenas Alhucemas n.º5, por las acciones de Ciudad Universitaria (Parque del Oeste), noviembre de 1936.
  - V Tabor del Grupo de Regulares Indígenas de Ceuta n.º 3, por los hechos de armas ocurridos entre el 15/11/1936 y el 19/05/1937 en la Ciudad Universitaria de Madrid. acciones de Ciudad Universitaria (Parque del Oeste)
- Medalla Militar Colectiva
  - Grupo de Larache n.º 4, por la acción de Muires y Haman en 1920.
  - Grupo de Ceuta n.º 3, por los combates del Barranco del Lobo y Casabona en 1921.
  - Grupo de Fuerzas Regulares de Infantería de Melilla n.º 2, por las acciones de Tizzi Assa y Tifaruin, en 1923.
  - Grupo de Tetuán n.º1, por los combates de Peñas de Cayat.
  - Grupo de Regulares Indígenas Alhucemas n.º 5, por los combates en la Ciudad Universitaria (Parque del Oeste) noviembre de 1936.
  - V Tabor del Grupo de Regulares Indígenas de Melilla n.º 2, por los combates en la batalla del Ebro 25 de julio de 1938.
  - V Tabor del Grupo de Regulares Indígenas de Ceuta n.º 3, por su brillante comportamiento en las operaciones de Teruel, Maestrazgo y especialmente por el ciclo de operaciones del Ebro, noviembre de 1938.

### Emblema
En mayo de 1913 la situación en la región montañosa de Yebala llegó a ser muy peligrosa, con incidentes por toda la zona occidental del Protectorado. Los Regulares llegaron desde Melilla en auxilio de las tropas combatientes. Después de ayudar y socorrer a la columna que dirigía el general Primo de Rivera, siguieron otras acciones heroicas, entre las que destacó la conocida como «Las Bayonetas de Laucien», en la que los Regulares acudieron a salvar a los Cazadores, consiguiendo un buen número de bajas del enemigo en su acometida con los cuchillos de las bayonetas en las lomas de Laucien, que era una posición militar española. Después de esta hazaña, el cuchillo bayoneta se incorporó en el emblema del cuerpo de Regulares, junto con el de la media luna creciente, que era símbolo del contingente indígena.

### Reorganización

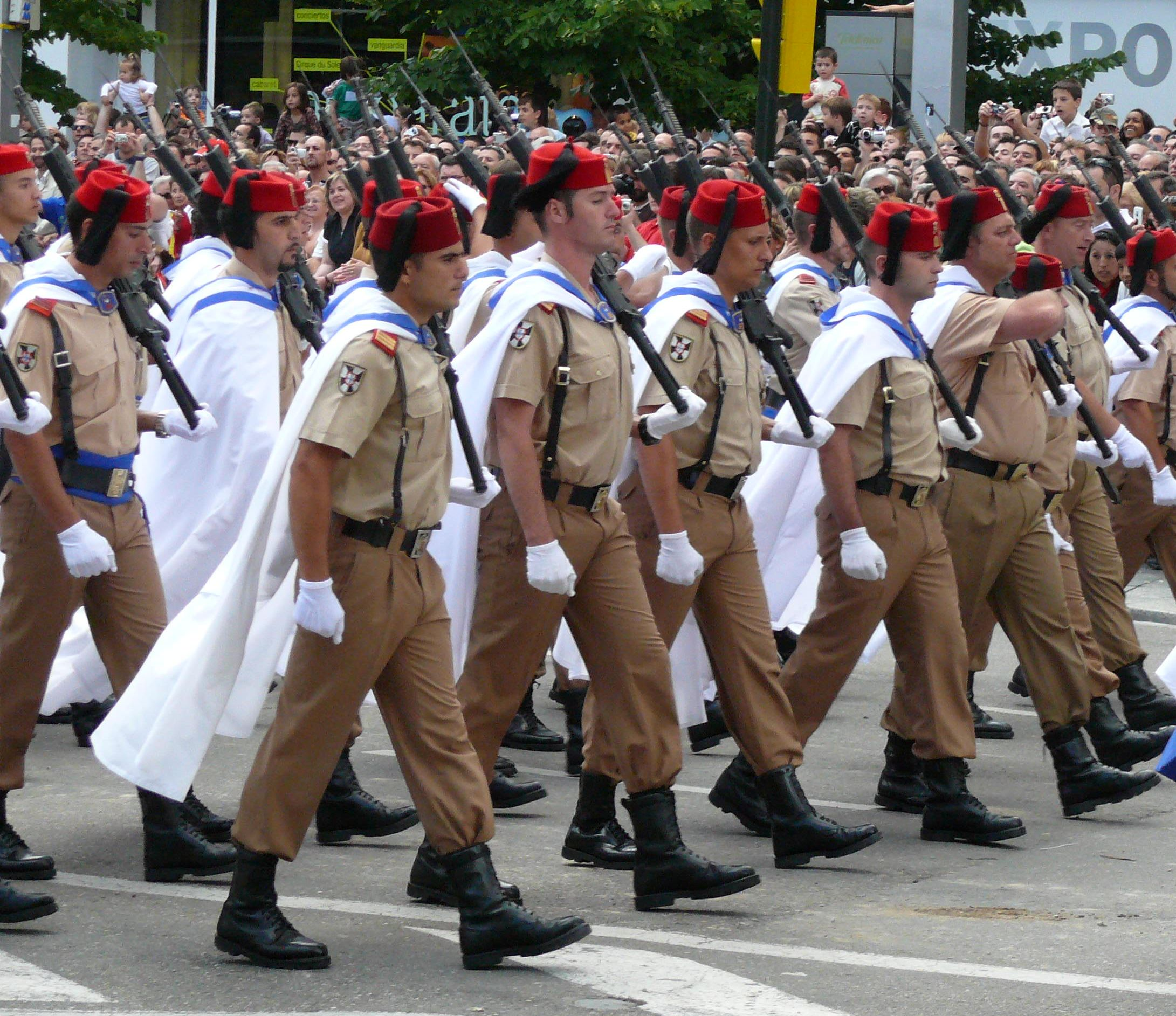
Regulares n.º 54 de Ceuta durante el Desfile de las Fuerzas Armadas en Madrid en 2008.

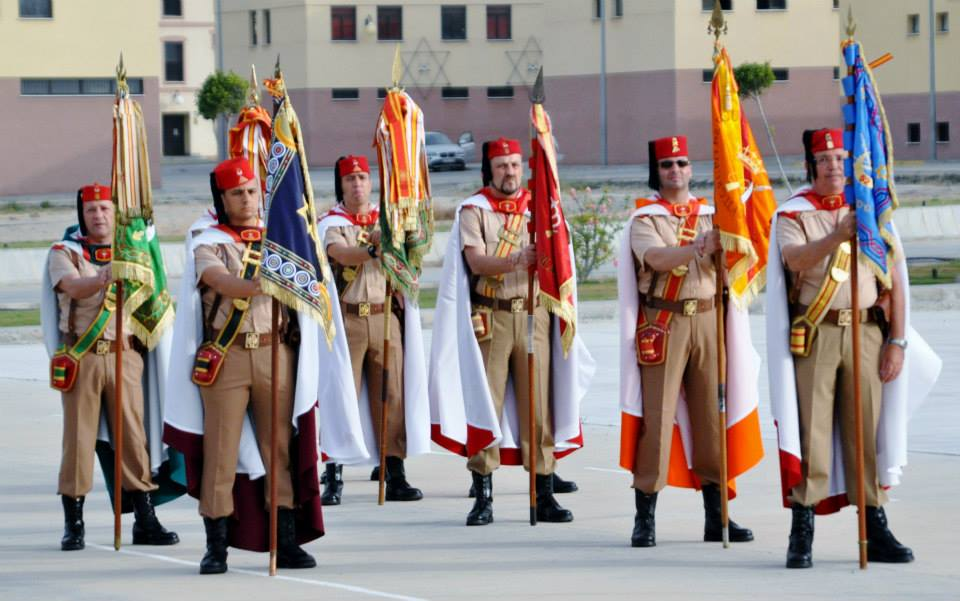
Regulares n.° 52 de Melilla portando diferentes estandartes.

El 1 de diciembre de 1957 con motivo de la independencia de Marruecos se produce la Reorganización de los Grupos de Regulares.
- Se disuelve el Grupo de Larache n.º 4 pasando a formar parte del Ceuta n.º 3.
- El Grupo Llano Amarillo n.º 7 se fusiona con el Grupo de Melilla n.º 2, quedando ubicado en sus acuartelamientos de Nador, Melilla y Bu-Arg hasta el 10 de septiembre de 1959 cuando inicia su evacuación sobre Melilla.
- El Grupo Xauen n.º 6 desaparece al fusionarse con el Grupo Tetuán n.º 1.
- El 15 de noviembre de 1957 el Grupo Rif n.º 8 se fusiona con el Grupo Alhucemas n.º 5.
- El Grupo Arcila n.º 9 se fusiona con el  Grupo Tetuán n.º 1.
- El Grupo Bab-Taza n.º 10 con el Ceuta n.º 3.

Tal como señala la Orden General del Ejército del Norte de África del 31 de agosto de 1961, cumplida la misión que España asignó a su Ejército en Marruecos, las últimas unidades militares españolas abandonan el territorio marroquí.
Gran parte de los Grupos de Fuerzas Regulares Indígenas se disolvieron, quedando los G. F. R. de Infantería Tetuán n.º 1 y Ceuta n.º 3 de guarnición en Ceuta, y Melilla n.º 2 y Alhucemas n.º 5 en Melilla, pasando en poco tiempo a estar fundamentalmente formados por españoles de origen europeo, de las ciudades de Ceuta, Melilla y otros lugares de España.
Durante la marcha verde en el Sáhara Español, los Regulares fueron desplegados en la frontera de las plazas de soberanía con Marruecos y en los últimos años han participado en las unidades formadas, para acabar con las crisis derivadas de los asaltos a las vallas fronterizas de Ceuta y Melilla y en la misma frontera, durante la Crisis de la Isla de Perejil. Asimismo han formado parte de agrupaciones en Bosnia-Herzegovina y Kosovo, el Líbano, Irak (como instructores y facilitadores/traductores) y Malí  junto a otras unidades, participado en seguridad cooperativa en Túnez, mientras que algunos de sus miembros han estado presentes igualmente, en despliegues como los realizados por el Ejército con fuerzas multinacionales, en Afganistán.
El Grupo de Fuerzas Regulares de Infantería de Melilla n.º 2 ha pasado a llamarse desde 1986 Regimiento de Infantería Ligera Regulares de Melilla n.º 52, como heredero de Grupos de Regulares y del Regimiento de Infantería Melilla 52, llamándose posteriormente Grupo de Regulares de Melilla n.º 52. Esta unidad nutre los destacamentos del Peñón de Vélez de la Gomera, de Alhucemas y de las islas Chafarinas.
El Grupo de Fuerzas Regulares de Infantería de Tetuán n.º 1 tomó la denominación de Regimiento de Infantería Ligera Regulares de Ceuta n.º 54, como heredero de Grupos de Regulares y del Regimiento de Infantería Ceuta 54 (en origen Tercio Permanente de Ceuta), llamándose posteriormente Grupo de Regulares de Ceuta n.º 54.

## Composición de un Tabor de Regulares de Infantería

Escudo del Tabor "Alhucemas" I/52 (Melilla)
Escudo del Tabor "Tetuán" I/54 (Ceuta)

- Mando: 1 Comandante.
- Plana Mayor (PLM): 1 Capitán, 1 pelotón de enlaces; destacamento de sanidad y evacuación, tren de combate, sección de avituallamiento, sección antiaérea, sección anticarro.
- 4 compañías de fusiles cada una con 3 secciones de fusiles y un pelotón de morteros.
  - 3 secciones de fusiles (1 oficial, 3 sargentos, 41 unidades de tropa; 3 ametralladoras)
    - Cada sección con tres pelotones, y cada pelotón 1 escuadra de fusiles (1 cabo, 5 soldados) y 1 escuadra de ametralladoras (1 cabo tirador, 4 proveedores).

  - 1 Pelotón de morteros (1 sargento, 2 cabos, 8 soldados, 2 morteros 60 mm)
- 1 compañía de ametralladoras, con tres secciones de ametralladoras y 1 sección de morteros.
  - Sección de ametralladoras con dos pelotones de ametralladoras (1 Oficial, 6 Sargentos, 24 unidades de tropa, 8 mulos, 4 ametralladoras).
    - Cada pelotón ametralladoras: 1 sargento, 2 cabos tiradores, 6 proveedores, 4 acemileros, 4 mulos, 2 ametralladoras.

  - Sección de Morteros (1 oficial, 2 sargentos, 12 unidades de tropa, 4 mulos, 2 morteros 81 mm)
    - Cada mortero: 1 sargento, 1 cabo tirador, 3 proveedores, 2 acemileros, 2 mulos, 1 mortero de 81 mm.

## Empleos y Divisas
Regimiento de Infantería Ligera Regulares de Melilla n.º 52.

### Oficiales
| Código OTAN | OF-5    | OF-4             | OF-3       | OF-2    | OF-1     | OF-1    |
| ----------- | ------- | ---------------- | ---------- | ------- | -------- | ------- |
| España      | Coronel | Teniente coronel | Comandante | Capitán | Teniente | Alférez |
| España      | Coronel | Teniente coronel | Comandante | Capitán | Teniente | Alférez |

### Suboficiales y Tropa
| Código OTAN      | OR-9             | OR-9             | OR-9        | OR-9        | OR-9        | OR-9    | OR-8    | OR-8             | OR-7             | OR-7     | OR-6     | OR-6     | OR-6     | OR-6     | OR-6     | OR-6       | OR-5       | OR-5       | OR-5       | OR-5       | OR-5       | OR-5         | OR-4         | OR-4 | OR-3 | OR-3               | OR-2               | OR-2               | OR-2               | OR-2               | OR-2               | OR-2    | OR-1    | OR-1 |
| ---------------- | ---------------- | ---------------- | ----------- | ----------- | ----------- | ------- | ------- | ---------------- | ---------------- | -------- | -------- | -------- | -------- | -------- | -------- | ---------- | ---------- | ---------- | ---------- | ---------- | ---------- | ------------ | ------------ | ---- | ---- | ------------------ | ------------------ | ------------------ | ------------------ | ------------------ | ------------------ | ------- | ------- | ---- |
| España           |                  |                  |             |             |             |         |         |                  |                  |          |          |          |          |          |          |            |            |            |            |            |            |              |              |      |      |                    |                    |                    |                    |                    |                    |         |         |      |
| Suboficial Mayor | Suboficial Mayor | Suboficial Mayor | Subteniente | Subteniente | Subteniente | Brigada | Brigada | Sargento Primero | Sargento Primero | Sargento | Sargento | Sargento | Sargento | Sargento | Sargento | Cabo Mayor | Cabo Mayor | Cabo Mayor | Cabo Mayor | Cabo Mayor | Cabo Mayor | Cabo Primero | Cabo Primero | Cabo | Cabo | Soldado de Primera | Soldado de Primera | Soldado de Primera | Soldado de Primera | Soldado de Primera | Soldado de Primera | Soldado | Soldado |      |

Regimiento de Infantería Ligera Regulares de Ceuta n.º 54.

### Oficiales
| Código OTAN | OF-5    | OF-4             | OF-3       | OF-2    | OF-1     | OF-1    |
| ----------- | ------- | ---------------- | ---------- | ------- | -------- | ------- |
| España      | Coronel | Teniente coronel | Comandante | Capitán | Teniente | Alférez |
| España      | Coronel | Teniente coronel | Comandante | Capitán | Teniente | Alférez |

### Suboficiales y Tropa
| Código OTAN      | OR-9             | OR-9             | OR-9        | OR-9        | OR-9        | OR-9    | OR-8    | OR-8             | OR-7             | OR-7     | OR-6     | OR-6     | OR-6     | OR-6     | OR-6     | OR-6       | OR-5       | OR-5       | OR-5       | OR-5       | OR-5       | OR-5         | OR-4         | OR-4 | OR-3 | OR-3               | OR-2               | OR-2               | OR-2               | OR-2               | OR-2               | OR-2    | OR-1    | OR-1 |
| ---------------- | ---------------- | ---------------- | ----------- | ----------- | ----------- | ------- | ------- | ---------------- | ---------------- | -------- | -------- | -------- | -------- | -------- | -------- | ---------- | ---------- | ---------- | ---------- | ---------- | ---------- | ------------ | ------------ | ---- | ---- | ------------------ | ------------------ | ------------------ | ------------------ | ------------------ | ------------------ | ------- | ------- | ---- |
| España           |                  |                  |             |             |             |         |         |                  |                  |          |          |          |          |          |          |            |            |            |            |            |            |              |              |      |      |                    |                    |                    |                    |                    |                    |         |         |      |
| Suboficial Mayor | Suboficial Mayor | Suboficial Mayor | Subteniente | Subteniente | Subteniente | Brigada | Brigada | Sargento Primero | Sargento Primero | Sargento | Sargento | Sargento | Sargento | Sargento | Sargento | Cabo Mayor | Cabo Mayor | Cabo Mayor | Cabo Mayor | Cabo Mayor | Cabo Mayor | Cabo Primero | Cabo Primero | Cabo | Cabo | Soldado de Primera | Soldado de Primera | Soldado de Primera | Soldado de Primera | Soldado de Primera | Soldado de Primera | Soldado | Soldado |      |